# Euphaedra obsoleta
Euphaedra obsoleta är en fjärilsart som beskrevs av James John Joicey och Talbot 1921. Euphaedra obsoleta ingår i släktet Euphaedra och familjen praktfjärilar. Inga underarter finns listade i Catalogue of Life.